# 張光紀
張光紀（16世紀—17世紀），字肅仲，號小泉，直隶河间卫軍籍，滄州慶雲縣人，明朝政治人物。同进士出身。

## 生平
四月十七日生，治易经。萬曆十九年（1591年）辛卯科順天乡试第一百二十八名举人，二十三年（1595年）乙未科會試第二百七十二名，廷試三甲第二百名进士，吏部觀政，二十四年六月授山東東阿縣知縣，二十九年考察降一级。三十年降調山西布政司照磨，三十一年升陽信縣知縣，卒于官。

## 家族
曾祖张伟，按察司佥事。祖父张梦岩，庠生。父张尔兆，庠生、封知縣。母郭氏，封孺人。重庆下。兄張光緒（四川佥事）。弟光裕（庠生）、光禧、光绍。娶于氏。子太沖。